# Латімер (Айова)
Латімер (англ. Latimer) — місто (англ. city) в США, в окрузі Франклін штату Айова. Населення — 477 осіб (2020).

## Географія
Латімер розташований за координатами 42°45′46″ пн. ш. 93°21′56″ зх. д. / 42.76278° пн. ш. 93.36556° зх. д. (42.762884, -93.365600).  За даними Бюро перепису населення США в 2010 році місто мало площу 6,21 км², уся площа — суходіл.

## Демографія
Згідно з переписом 2010 року, у місті мешкало 507 осіб у 210 домогосподарствах у складі 136 родин. Густота населення становила 82 особи/км².  Було 230 помешкань (37/км²).
Расовий склад населення:
| - 91,5 % — білих - 0,4 % — корінних американців - 0,2 % — чорних або афроамериканців - 0,2 % — азіатів - 7,3 % — осіб інших рас |

До двох чи більше рас належало 0,4 %. Частка іспаномовних становила 20,1 % від усіх жителів.
За віковим діапазоном населення розподілялося таким чином: 24,3 % — особи молодші 18 років, 55,2 % — особи у віці 18—64 років, 20,5 % — особи у віці 65 років та старші. Медіана віку мешканця становила 38,8 року. На 100 осіб жіночої статі у місті припадало 85,0 чоловіків;  на 100 жінок у віці від 18 років та старших — 82,9 чоловіків також старших 18 років.
Середній дохід на одне домашнє господарство  становив 51 384 долари США (медіана — 40 417), а середній дохід на одну сім'ю — 65 286 доларів (медіана — 60 625). За межею бідності перебувало 6,7 % осіб, у тому числі 4,9 % дітей у віці до 18 років та 12,0 % осіб у віці 65 років та старших.
Цивільне працевлаштоване населення становило 218 осіб. Основні галузі зайнятості: освіта, охорона здоров'я та соціальна допомога — 30,7 %, виробництво — 12,4 %, будівництво — 10,1 %, роздрібна торгівля — 9,6 %.